# The Endless Summer
The Endless Summer ist einer der ersten und einflussreichsten Surf-Filme und erschuf damit eine eigene Filmkategorie, die sich seit seiner Veröffentlichung im Jahr 1966 bis heute erhalten und weiterentwickelt hat.

## Inhalt
Der Film folgt den beiden Surfern Mike Hynson und Robert August, auf einer Surfreise um die ganze Welt. Von ihrer Heimat Kalifornien aus reisen sie während des kalifornischen Winters an Strände in Afrika, Australien, Neuseeland, Tahiti und Hawaii auf der Suche nach neuen Surfspots und führen dabei Einheimische in den Sport ein. Surfer wie Miki Dora, Phil Edwards und Butch Van Artsdalen tauchen ebenfalls in diesem Film auf.

## Titel
Als Bruce die Route des Filmteams plante, machte der Mitarbeiter eines Reisebüros die Bemerkung, dass der Flug von Los Angeles nach Kapstadt und zurück 50 Dollar mehr koste, als eine Reise rund um die Welt. Daraufhin hatte Bruce die Idee, dem Sommer rund um den Globus zu folgen.

## Soundtrack
Der Surf-Rock-Soundtrack des Films stammt von „The Sandals“, einer Surf-Rock-Band der 1960er Jahre. Das Motiv Theme to the Endless Summer von Gaston Georis und John Blakeley wurde zu einem bekannten Sound des Surf-Film Genres.

## Fortsetzungen

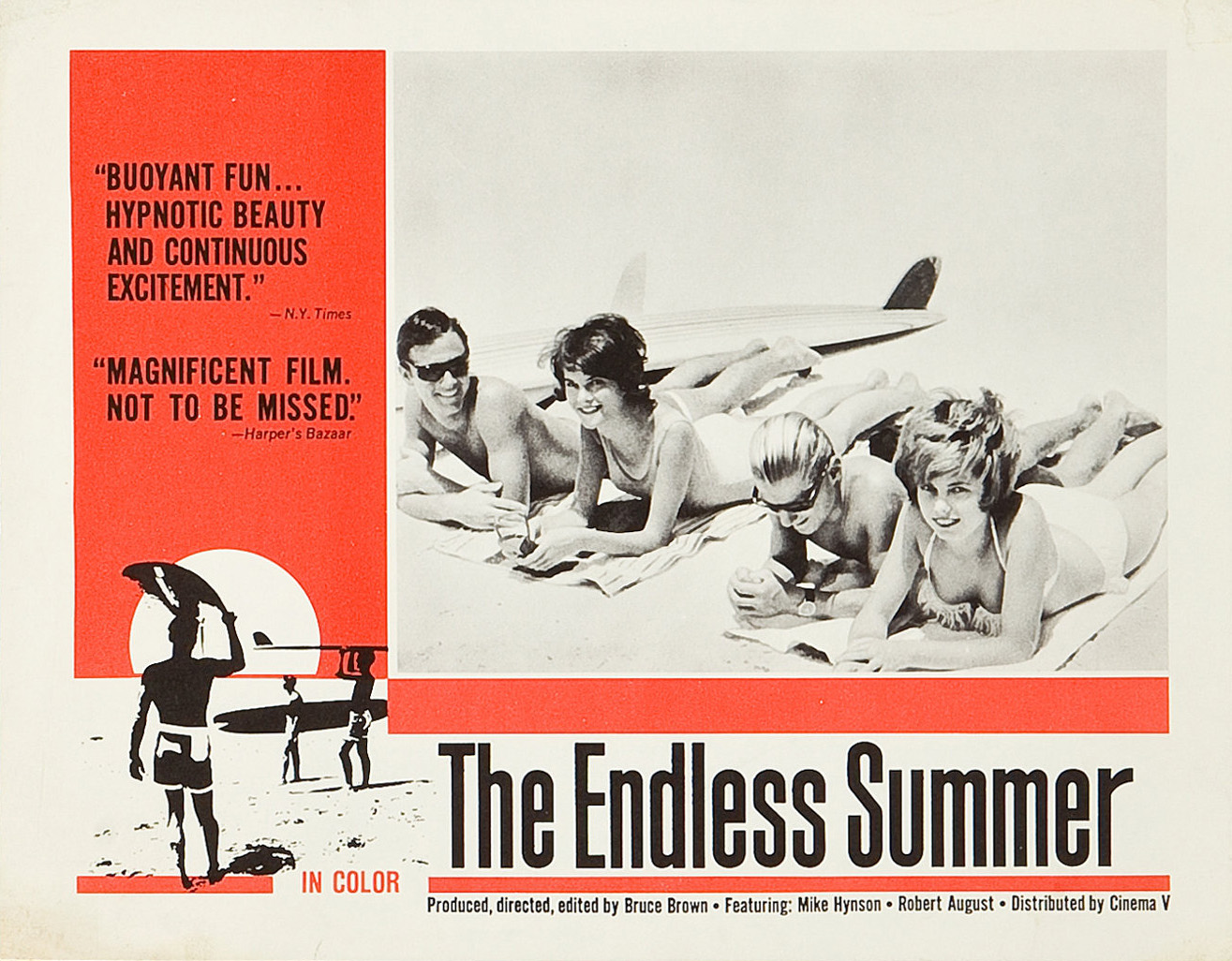
Kino-Lobby Werbekarte (1966)

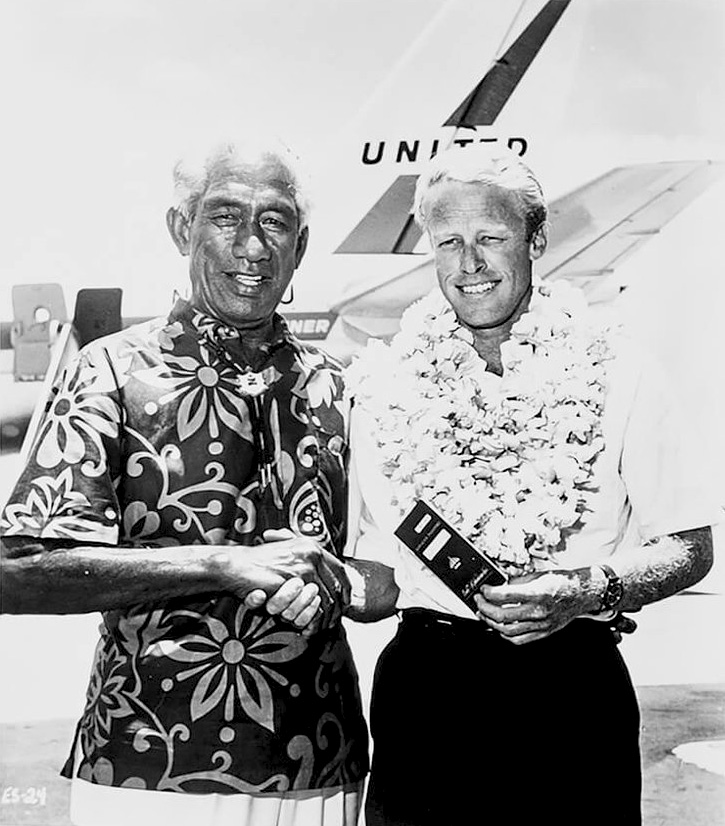
Duke Kahanamoku und Bruce Brown (1966)

1994 produzierte Bruce The Endless Summer II, in dem die Surfer Pat O’Connell und Robert „Wingnut“ Weaver den Spuren von Hynson und August folgen. Er zeigt das Wachstum und die Entwicklung der Surfszene seit dem ersten Film, der lediglich das klassische Longboard-Surfen zeigte. O’Connell surft auf einem Shortboard, das inzwischen entwickelt worden war. Außerdem wurden Szenen mit Windsurfern und Bodyboards gedreht. Der Film zeigt, wie weit sich Surfen ausgebreitet hat, und zeigt dabei Surfszenen aus Frankreich, Südafrika, Costa Rica, Bali, Java und Alaska.
2003 brachte Dana Brown, Bruce’ Sohn, Step into Liquid heraus, der als dritte Fortsetzung angesehen wird. Er folgt der Weiterentwicklung des Surfens über die letzten zehn bis 15 Jahre vom Shortboard-Surfen bis zum Tow-in surfing.

## Rezeption
Der Film regte viele Surfer dazu an, zum Surfen ins Ausland zu reisen. Er gilt als Auslöser der  „Surf-und-Reise“-Kultur, die darauf zielt, abseits der Massenstrände zu surfen, um die perfekte Welle zu reiten, und er machte die Sportart einem breiteren Publikum zugänglich.
Der Film, der sich durch Tempo, Witz und Emotionalität von den sachlichen Dokumentationen der 1950er und frühen 1960er Jahre unterscheidet, wurde stilprägend für weitere Surfer-Filme, wie Momentum, (These Are) Better Days und Thicker Than Water.

## Auszeichnungen
2002 wurde The Endless Summer von der amerikanischen Library of Congress als „kulturell, historisch oder ästhetisch besonders herausragend“ ins National Film Registry aufgenommen.

## Kritik
„Bruce Brown hat mit The Endless Summer Filmgeschichte geschrieben. Er legte nicht nur den Grundstein für einen völlig neuen und außergewöhnlichen Stil des Sportdokumentarfilms, er löste auch eine unglaubliche Welle der Begeisterung für den Surfsport aus und vermittelte wie kaum ein anderer das Lebensgefühl der 60er-Jahre: Freiheit und Abenteuer, jede Menge Spaß und ein Sommer, der niemals enden soll.“